# Kiautschou
Kiautschou (chinesisch 膠州, Pinyin Jiāozhōu) war ein 1898 vom Kaiserreich China an das Deutsche Kaiserreich zwangsverpachtetes Gebiet im Süden der Shandong-Halbinsel an der chinesischen Ostküste.
Hauptstadt war Tsingtau (heute meist Qingdao (青島) geschrieben – deutsch: „grüne Insel“). Die Stadt Kiautschou nordwestlich der Bucht war nicht Teil der Kolonie, lag aber im Bereich der unter deutscher Kontrolle stehenden Neutralen Zone um die Kolonie.
Grund für den Erwerb der Kolonie durch die Erzwingung des Pachtvertrages vom 6. März 1898 mit China war der Wunsch nach einem Flottenstützpunkt für die Kaiserliche Marine in Ostasien. Mit der Erkundung war Georg Franzius beauftragt. Im Ersten Weltkrieg kam Kiautschou nach der Belagerung von Tsingtau im November 1914 unter die Verwaltung des Japanischen Kaiserreichs.

## Geografie

### Pachtgebiet
Das Pachtgebiet umfasste die Wasserfläche der Bucht von Kiautschou bis zum höchsten Wasserstand und die zwei Halbinseln beiderseits des Eingangs dieser Bucht. Hinzu kam das vorgelagerte Küstengewässer. Das Gebiet hatte eine Größe von 552 km², also etwa der des Bodensees. Dazu gehörten auch 25 Inseln, wobei die zwei größten Inseln in der Bucht heute Teil des Festlandes sind. Die Stadt Kiautschou gehörte nicht zum Pachtgebiet, sie lag in einer neutralen Zone, für die ein Gebiet von 50 km um die Bucht vereinbart wurde.
Nach der Besetzung der Bucht ordnete Otto von Diederichs ein Vorkaufsrecht für alles Land im Pachtgebiet an und erwarb so das Land, auf dem die Stadt Tsingtau erbaut werden sollte. Die Stadt Tsingtau teilte man in ein Europäer- und ein Chinesenviertel auf. Für die Chinesen in Tsingtau galt seit Juli 1900 die „Verordnung betreffend Chinesenordnung für das Stadtgebiet Tsingtau“, während für die Europäer deutsches Recht galt. Der „europäische“ Stadtteil wurde im wilhelminischen Baustil erbaut, während die „chinesischen“ Viertel im lokalen Stil bebaut wurden. Zudem baute man einen Hafen mit einer Werft, einen Bahnhof, eine Universität und verschiedene Fabriken. Es entstanden Kasernen und weitere militärische Infrastruktur, ein Lazarett, das durch die Berliner evangelische Mission errichtet wurde, ein Gericht, mehrere Schulen, eine evangelische Kirche, eine Post, ein Elektrizitätswerk, eine Filiale der Deutsch-Asiatischen Bank und das Gouvernementsgebäude.

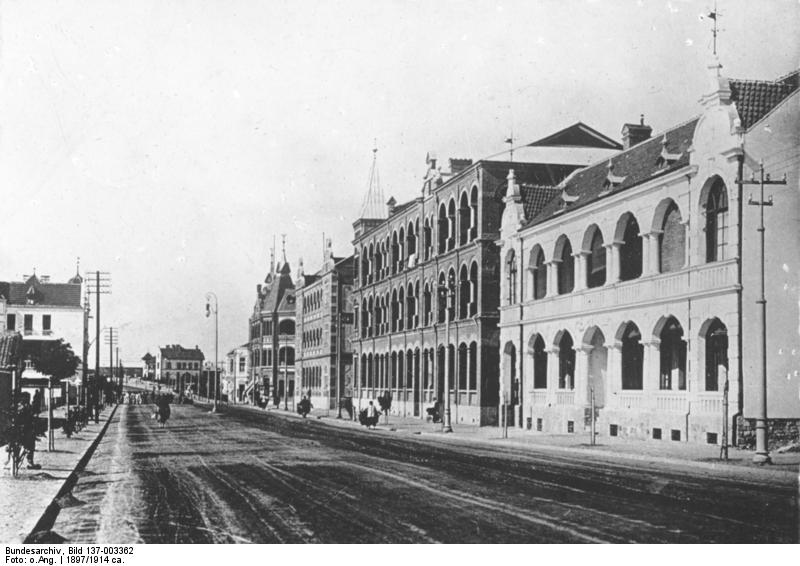
Prinz-Heinrich-Straße, Tsingtau (ca. 1914)
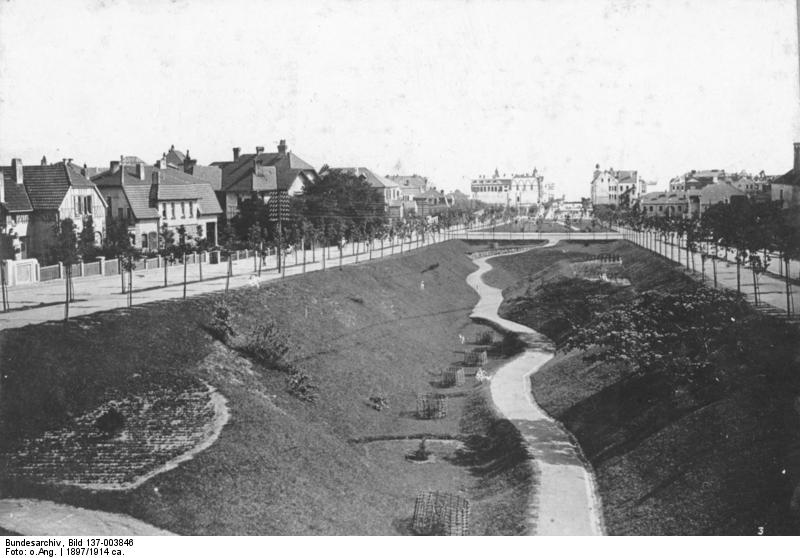
Albert-Straße, Tsingtau (ca. 1914)
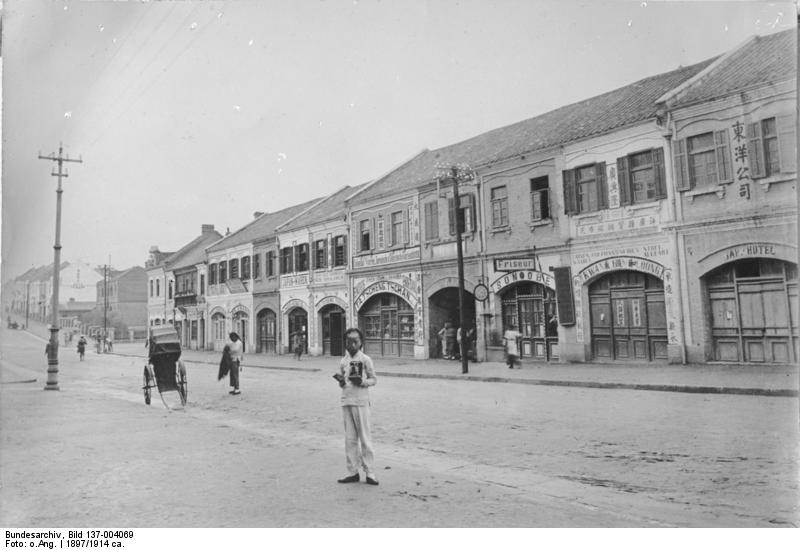
Schantung-Straße, Tsingtau (ca. 1914)
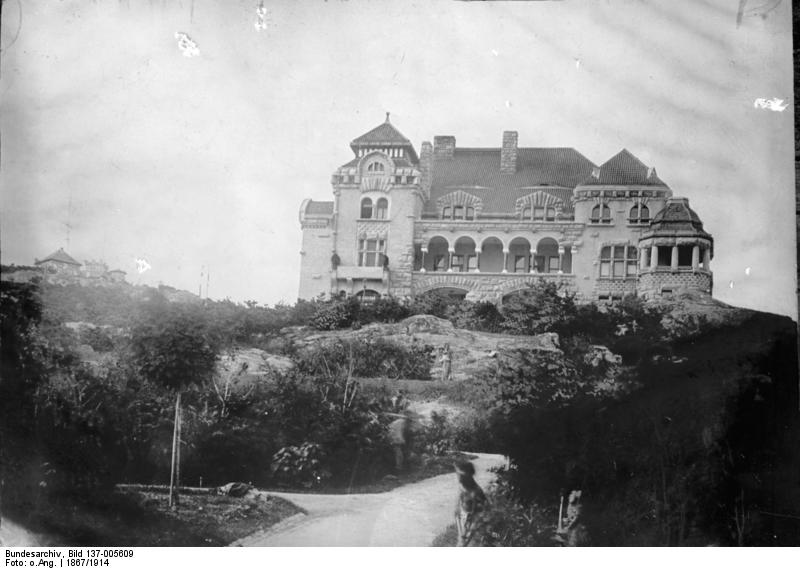
Wohnhaus des Gouverneurs, Tsingtau
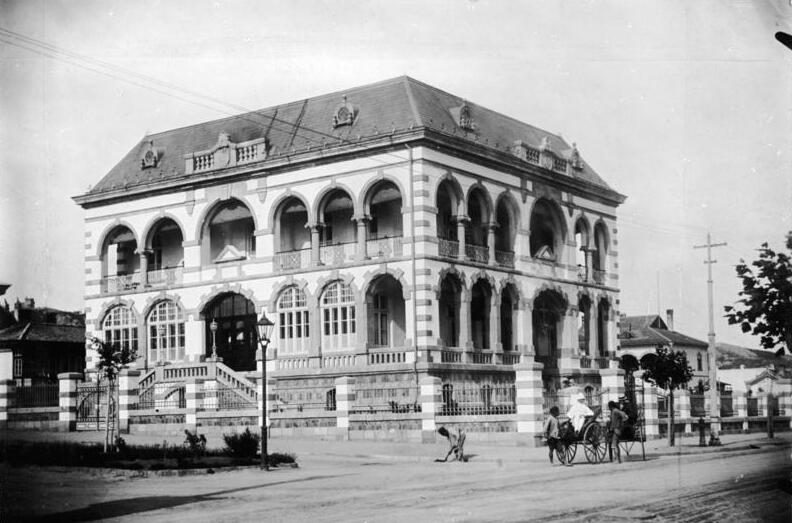
Filiale der Deutsch-Asiatischen Bank, Tsingtau (1914) (danach japanisches Konsulat)
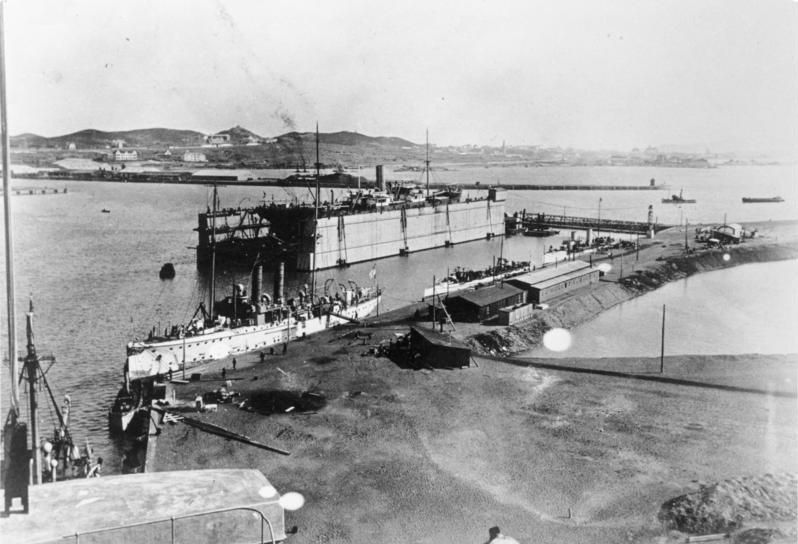
Schwimmdock im Hafen von Tsingtau (ca. 1907)
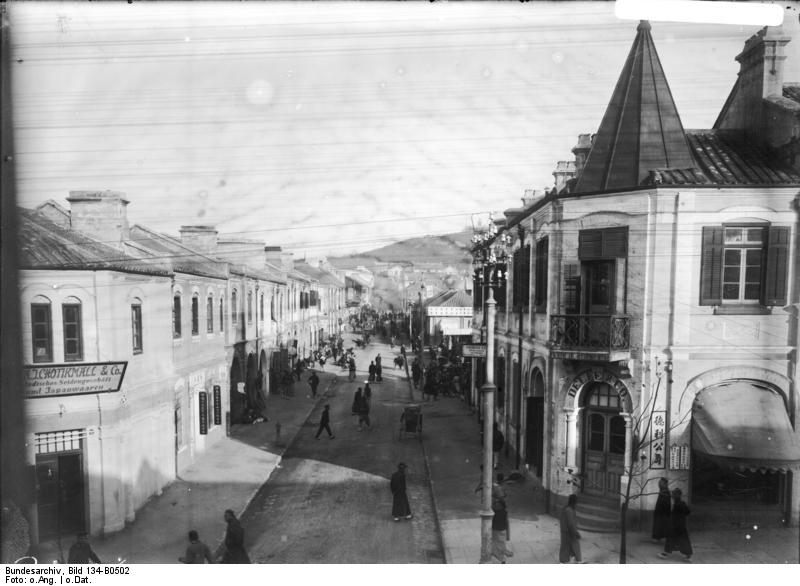
Syfang-Straße in der „Chinesenstadt“
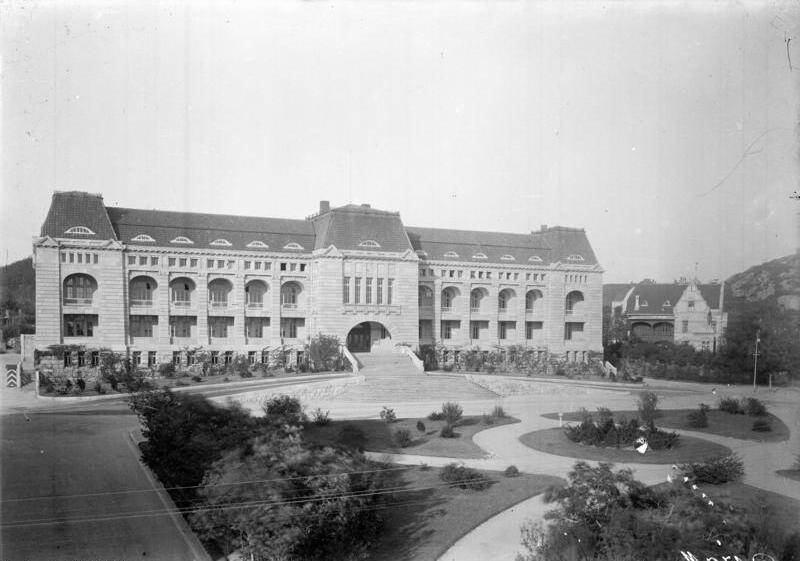
Gouverneurspalast, Tsingtau (1913)

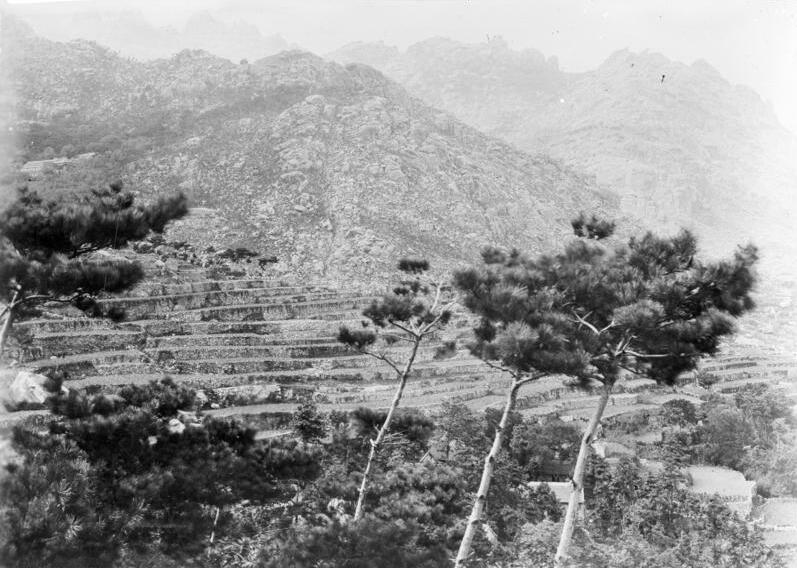
Panorama beim Kloster Hoa jun an, 1904

1897 bewohnten insgesamt nur etwa 83.000 Menschen das künftige Pachtgebiet. Mit dem Aufbau der Stadt Tsingtau entwickelte sich deren Einwohnerzahl rasant von ca. 15.600 im Jahr 1902 auf über 55.000 im Jahr 1913. Ähnlich war die Entwicklung im übrigen Pachtgebiet mit seinen rund 275 Dörfern. Bis 1913 war die Gesamteinwohnerzahl auf ca. 200.000 angewachsen. Die nicht-chinesische Bevölkerung Kiautschous konzentrierte sich im Wesentlichen in Tsingtau und dessen näherer Umgebung und entwickelte sich moderat. Ihre Zahl betrug 1913 ca. 4.500, ein Großteil davon Marinesoldaten. Im Jahr 1910 beispielsweise waren es 2.275 Angehörige der militärischen Besatzung gegenüber 1.531 Zivilisten, im Jahr 1913 dann 2.401 gegenüber 2.069, von denen mehr als 90 % deutscher Nationalität waren.

### Hinterland
Um das Pachtgebiet herum gab es eine „Neutrale Zone“ von 50 Kilometern um die Bucht herum, in der sich deutsche Truppen frei bewegen durften und chinesische Anordnungen mit deutscher Zustimmung gegeben werden durften. Im Osten liegt das Lao-Shan-Gebirge, das damals weitgehend entwaldet war und unter Erosion litt. Auch dort, an der Grenze des Pachtgebietes, entstanden vereinzelt deutsche Kolonialbauten, etwa das Genesungsheim Mecklenburghaus und die Berghütte Irenebaude.
Eine Eisenbahnverbindung (Schantung-Bahn) wurde von Tsingtau zur Provinzhauptstadt Jinan gebaut, die etwa auf halber Strecke zum weiter nördlich gelegenen Peking liegt. Da 15 Kilometer beiderseits der Bahnlinie Bergbau betrieben werden durfte, wurde die Linienführung nach Tsingtau so gelegt, dass mehrere Kohlengebiete und ein Eisenerzgebiet erschlossen werden konnten.
Der deutsche Einfluss- und Interessensraum umfasste somit den Südwesten der Provinz Schantung und wurde bisweilen auch als Deutsch-China bezeichnet. Im Nordosten der Provinz Schantung, etwa 250 km entfernt, lag das britische Pachtgebiet Weihaiwei.

## Politik

Flagge des Gouverneurs (seit 1898)

Die Reichsdienstflagge der Marine (Flagge aller zivilen Einrichtungen in Kiautschou)

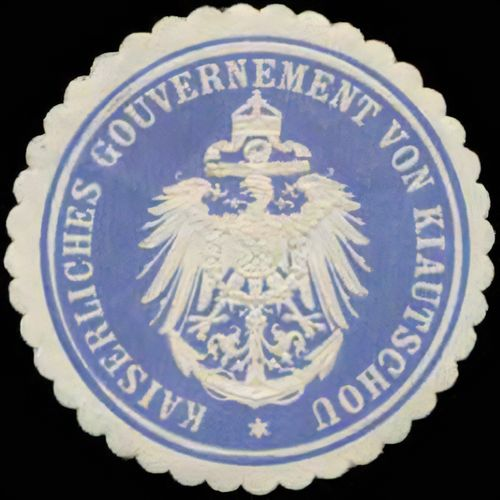
Siegelmarke K. Gouvernement von Kiautschou

Aufgrund seiner Hauptfunktion als Flottenstützpunkt für die kaiserliche Marine wurde das Gebiet nicht vom Reichskolonialamt, sondern vom Reichsmarineamt (RMA) verwaltet. An der Spitze der Kolonie stand der Gouverneur (stets ein Marineoffizier), der direkt dem Staatssekretär des RMA, Großadmiral Alfred Freiherr von Tirpitz, verantwortlich war. Innerhalb des Schutzgebietes gab es neben der Militär- die Zivilverwaltung. Erstere wurde vom Stabschef (dem Stellvertreter des Gouverneurs), letztere vom Zivilkommissar geleitet, die beide dem Gouverneur untergeordnet waren. Weitere wichtige Funktionäre der Kolonie waren der Hafenbaubeamte und ab 1900 der Kaiserliche Richter und der Kommissar für chinesische Angelegenheiten. Als Beratungsorgane des Gouverneurs fungierten der Gouvernementsrat und ab 1902 das Chinesenkomitee. Die Abteilungen Finanzen, Bauwesen und Lazarett unterstanden dem Gouverneur direkt, da diese im Hinblick auf das Konzept der „Musterkolonie“ die wichtigsten waren. Da die Kolonie vor allem der Flottenpropaganda dienen sollte, wurde auf die wirtschaftliche (später auch die kulturelle) Entwicklung größter Wert gelegt. Der erste Gouverneur, Carl Rosendahl, vernachlässigte diese Aspekte jedoch und kümmerte sich allein um militärische Belange des Stützpunktes. Im Jahre 1899 wurde er deshalb durch Paul Jaeschke ersetzt, während dessen Amtszeit die Entwicklung der Kolonie rasch voranschritt. Während der deutschen Kolonialzeit wurden 26 Grundschulen, eine Gouvernementsschule, 10 Missionsschulen, eine Spezialhochschule und 4 Berufsschulen gegründet.

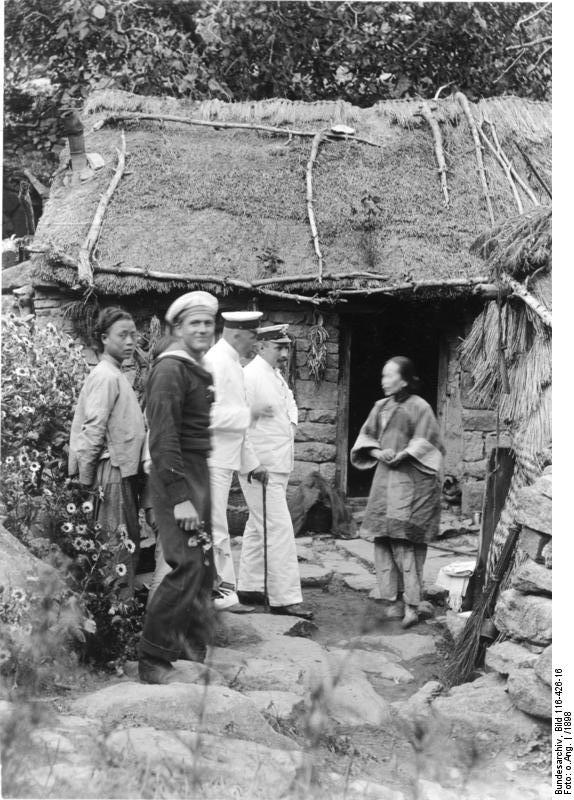
Marineartilleristen mit Einheimischen um Tsingtau (1898)
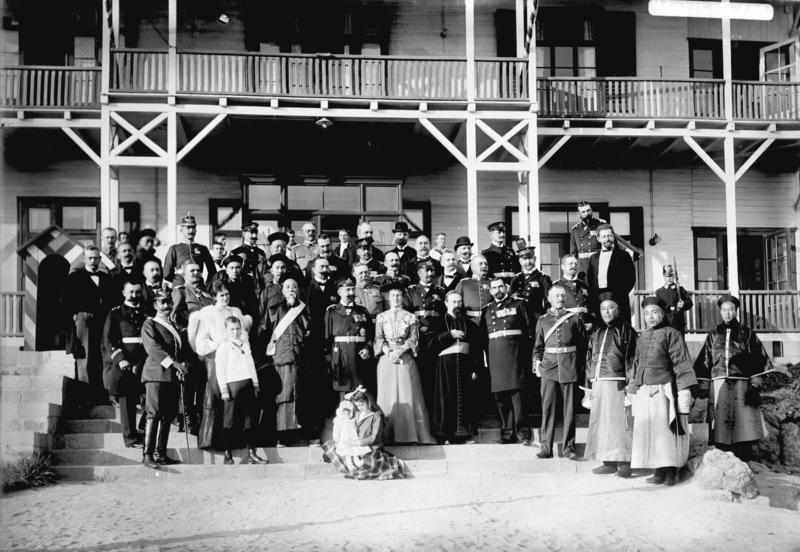
Gouverneur Oskar Truppel trifft den Gouverneur der Provinz Shandong, Chou Fu (1903)
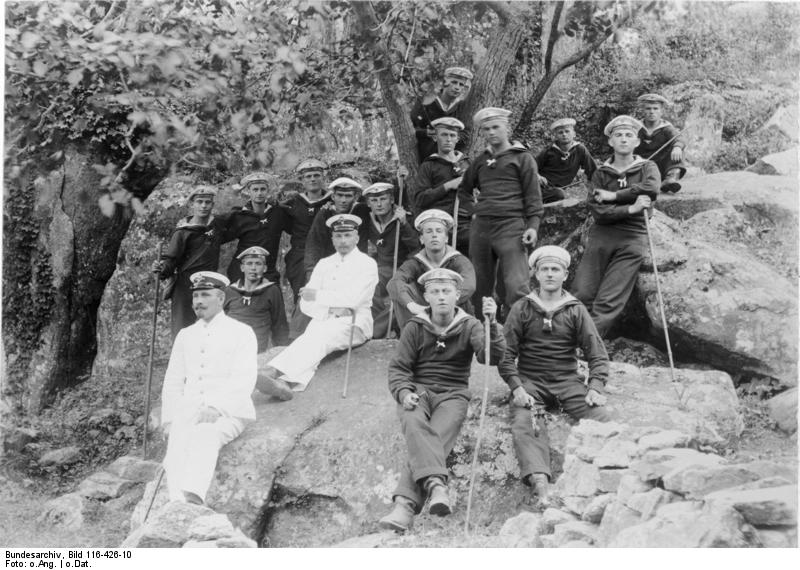
Tsingtau: Ausflug der Marinesoldaten mit Offizieren
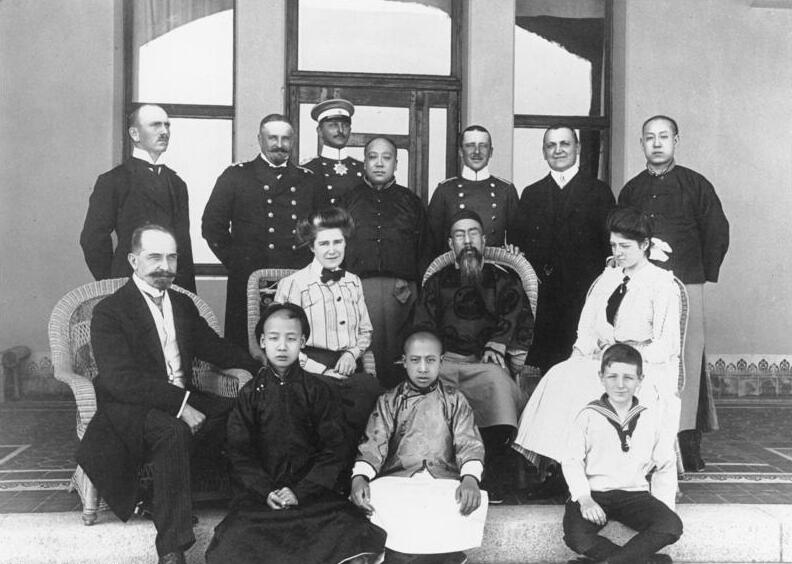
Besuch Gouverneurs Sun Pao-Chi in Tsingtau (1910)

## Geschichte

### Hintergründe der Expansion nach China

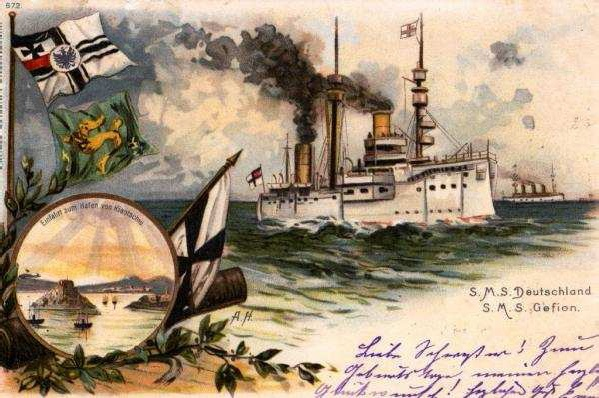
Zeitgenössische Postkarte: Die Panzerfregatte SMS Deutschland und der Kleine Kreuzer SMS Gefion; unten links die Hafeneinfahrt nach Kiautschou. (vor 1899)

Im Zuge der Weiterentwicklung des Kolonialismus zum Imperialismus entstand auch im Deutschen Reich ein zivilisatorisches Sendungsbewusstsein. Dieses war bei dem Aufbau einer deutschen Kolonie in China von ganz besonderem Einfluss und bildete einen der wichtigsten Impulse hierfür. Dazu trat die kolonialistische Sichtweise, dass die Errichtung von Kolonien die beste Methode sei, die Wirtschaft im Mutterland zu unterstützen. Damit geriet das dichtbesiedelte China als potenzieller Absatzmarkt ins Blickfeld der deutschen Kolonialagitation. So forderten Denker wie Max Weber den Staat zur aktiven Kolonialpolitik in der Welt auf. Insbesondere die Erschließung Chinas wurde zur Überlebensfrage stilisiert, da es als wichtigstes außereuropäisches Handelsgebiet galt.
Eine Weltpolitik ohne globale militärische Macht schien jedoch undurchführbar, weshalb eine Flotte, deren erste Anfänge das Ostasiatische Geschwader und die in Europa stationierte Hochseeflotte waren, aufgebaut wurde. Diese Flotte sollte im Frieden den deutschen Interessen Nachdruck verleihen (Kanonenbootdiplomatie) und im Krieg die deutschen Handelswege schützen bzw. die gegnerischen stören (Kreuzerkriegskonzept). Ein Netz globaler Stützpunkte war für diese Pläne jedoch erste Bedingung.
Der Erwerb eines Hafens in China sollte allerdings noch einen weiteren Punkt erfüllen: In Anbetracht der schweren Belastungen durch die Flottenpläne sollte eine chinesische Kolonie auch für die deutsche Flotte im Reich Reklame machen. Deshalb wurde Kiautschou von Anfang an dem Konzept einer Musterkolonie unterworfen: Alle Einrichtungen, die Verwaltung, die Nutzung und dergleichen mehr sollten den Chinesen, den Deutschen und der Welt die besonders effektive deutsche Kolonialpolitik vor Augen führen.

### Besetzung der Bucht

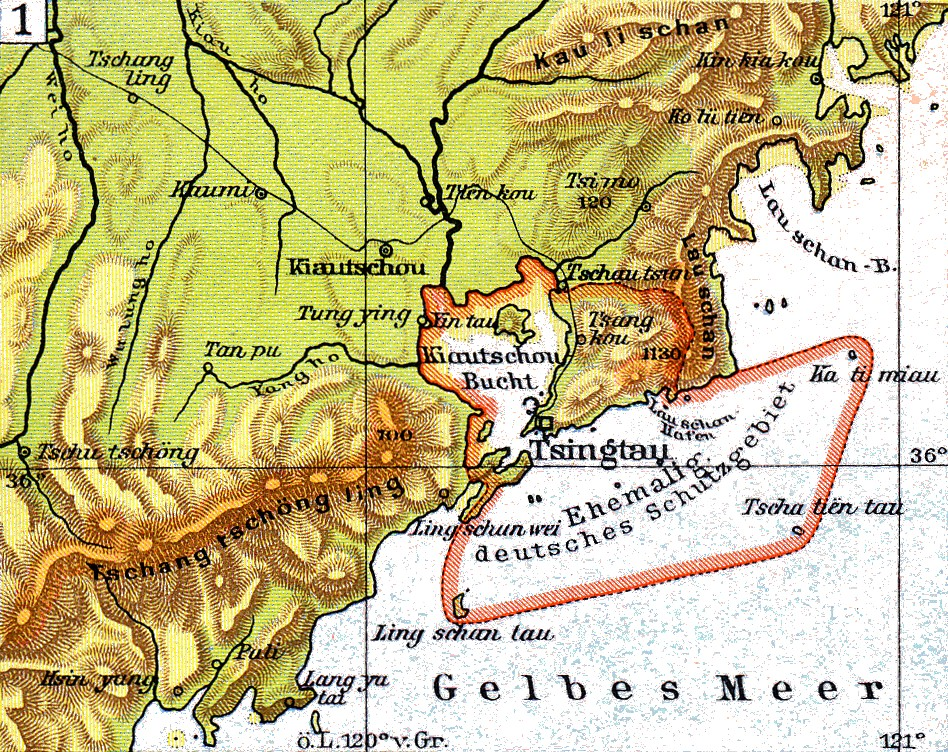
Pachtgebiet Kiautschou-Bucht

Bereits 1860 gelangte ein preußisches Geschwader nach Ostasien und erkundete die Gegend um die Kiautschou-Bucht. Im Jahr darauf wurde ein chinesisch-preußischer Handelsvertrag unterzeichnet. Nach seinen Reisen nach China zwischen 1868 und 1871 empfahl Freiherr Ferdinand von Richthofen die Bucht von Kiautschou als möglichen deutschen Marinestützpunkt. 1896 untersuchte Admiral von Tirpitz, damals Chef des Ostasiatischen Geschwaders, die Region.
Als am 1. November 1897 zwei deutsche Missionare der Steyler Mission, deren Schutz das Reich bereits 1890 übernommen hatte, bei einem als Juye-Vorfall bekannten Attentat ermordet wurden, nahm Kaiser Wilhelm II. dies zum Anlass, die Bucht zu besetzen. Noch bevor die chinesische Regierung von dem Mord erfuhr, erging am 7. November an den Chef der Ostasiatischen Kreuzerdivision, Konteradmiral Otto von Diederichs, kaiserlicher Befehl, die Besetzung durchzuführen. Am 14. November ging ein Landungskorps der Kreuzerdivision unter Kapitän zur See Hugo Zeye in der Bucht an Land und besetzte sie kampflos. Der Besetzung wurde später das Denkmal Diederichsstein gewidmet. China versuchte erfolglos, einen Abzug der Truppen zu erwirken. Am 20. November begannen die deutsch-chinesischen Verhandlungen, welche in der Beilegung des Missionszwischenfalls am 15. Januar 1898 resultierten. Wenige Monate darauf, am 6. März 1898, pachtete das Deutsche Reich die Bucht für 99 Jahre von der chinesischen Regierung. Nach Ostern wurde dem Reichstag ein Nachtragshaushalt in Höhe von rund 8 Millionen ℳ eingebracht, wovon 6 Millionen ℳ (entspricht heute etwa 49,9 Millionen EUR) für Kiautschou vorgesehen waren. Eine Anordnung des Reichskanzlers legte die Schreibweise Kiautschou „für die neuen deutschen Besitzungen in China im amtlichen Verkehre“ fest. Ferdinand von Richthofen erklärte die Wortbildung in den Verhandlungen der Gesellschaft für Erdkunde zu Berlin (1898, S. 71.): „Kiau ist der Name eines in allen Schriften oft erwähnten Volkes, das im 6. Jahrhundert v. Chr. unterworfen wurde; […] Tschou ist die Bezeichnung der Rangstufe der Stadt in der Verwaltungsordnung, die man in China jeder Stadt anhängt, und bedeutet in diesem Falle eine Kreisstadt ersten Ranges.“ Die amtliche Festlegung der Schreibweise wurde ironisch kommentiert:

„So wären wir also jetzt glücklich im Besitze einer amtlichen Schreibweise für unser kleines Deutsch-China. ‚Kiautschau‘ und ‚Kiaotschau‘ sind verworfen, ‚Kiautschou‘ ist das einzig Richtige. Es ist wirklich rührend: damit wir ja den chinesischen Namen möglichst genau so aussprechen, wie es die mongolischen Zopfträger thun, damit ja nicht irgend ein Mandarine über unsere Aussprache lacht, wird uns verwehrt, das bequeme ‚Kiautschau‘ zu gebrauchen, das uns nicht schwerer wird, als etwa Zwickau oder Lindau, und wird uns par ordre de mufti, durch einen Befehl des Reichskanzlers, die Schreibart mit ou auferlegt, eine Lautverbindung, die das Deutsche gar nicht kennt. Wie sollen wir denn dieses ou aussprechen. Französisch wie u oder wie ein dunkles au? Das müßte uns doch auch noch gesagt werden, denn die deutsche Grammatik gibt darüber keine Auskunft.“

Knapp sechs Wochen später, am 27. April 1898, wurde sie offiziell unter deutschen Schutz gestellt. Dies erklärte Staatssekretär Alfred von Tirpitz am 28. April in der Budgetkommission des Reichstags und ergänzte, dass zugleich die Konsulargerichtsbarkeit eingeführt wurde. Zu dieser Zeit zählte die Region ca. 83.000 Einwohner.
Als Ergebnis des deutsch-chinesischen Pachtvertrages gab die chinesische Regierung alle Hoheitsrechte innerhalb des Pachtgebietes (zu dem die Stadt Kiautschou nicht gehörte) sowie einer 50 km breiten Sicherheitszone auf. Das Gouvernement Kiautschou blieb zwar Teil Chinas, ging aber in deutschen Besitz über. Zudem erteilte die chinesische Regierung dem Deutschen Reich Konzessionen zum Bau zweier Eisenbahnlinien und dem Abbau örtlicher Kohlevorkommen. Auch die außerhalb der Kolonie liegenden Teile Shandongs wurden so zum deutschen Einflussbereich. Obwohl der Pachtvertrag der deutschen Expansion Grenzen setzte, wurde er zum Ausgangspunkt für die folgende Abtretung Port Arthurs an Russland, Weihais an Großbritannien und Kwangtschouwans an Frankreich.

### Deutscher Pachthafen

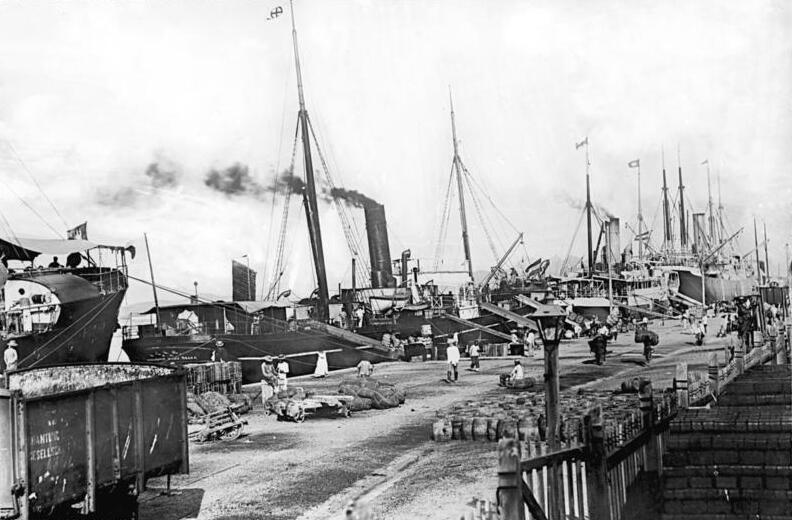
Hafen (1914)

Die Verwaltung unterstand nicht dem Reichskolonialamt, sondern dem Reichsmarineamt. 1898 wurde eine deutsche Postagentur eingerichtet. Im gleichen Jahr nahmen zwei neue Schiffslinien von Bremerhaven sowie Hamburg nach Deutsch-Kiautschou ihren Betrieb auf. 1899 bestand eine 14-tägliche Postdampferverbindung nach Shanghai. Kiautschou wurde zu einem Vorzeigebeispiel deutscher Kolonialpolitik: 1914 zählte die Hauptstadt der Kolonie, das ehemalige Fischerdorf Tsingtao, über 60.000 Einwohner, verfügte über einen Naturhafen, Trinkwasseranlagen und die Brauerei Tsingtao. 1909 wurde die Deutsch-Chinesische Hochschule gegründet. Die Stadt war an das Telegraphen- und Eisenbahnnetz angeschlossen. Seit Fertigstellung der Eisenbahnlinie Tsingtao–Tsinan 1904 war Kiautschou über die Transsibirische Eisenbahn von Deutschland aus zu erreichen; die Reisezeit betrug circa 13 Tage.
In weiten Teilen der deutschen Öffentlichkeit waren große Erwartungen an den Erwerb Kiautschous geknüpft worden. Sie reichten von der Öffnung des riesigen chinesischen Marktes für den deutschen Handel über die maritime Weltgeltung bis hin zur Entstehung eines glanzvollen Kolonialreiches. In der Realität konnten diese Erwartungen in der kurzen Zeit des Bestehens der Kolonie von 1898 bis 1914 nicht erfüllt werden. Kiautschou selbst erwies sich sehr schnell als ein finanzielles Fass ohne Boden: In den ersten zehn Jahren nach 1897 beliefen sich die Reichszuschüsse auf 100 Millionen ℳ (entspricht heute etwa 731 Millionen EUR), während die Einnahmen nicht einmal ein Zehntel erreichten. Allein die Postdampferlinie Shanghai–Kiautschou erforderte um 1909 einen jährlichen Zuschuss von 328.000 ℳ (entspricht heute etwa 2,3 Millionen EUR). Im Jahre 1905 genehmigte der Reichstag für Armierungszwecke 2,5 Millionen ℳ (entspricht heute etwa 19 Millionen EUR).

### Erster Weltkrieg
Kiautschou war zu Beginn des Ersten Weltkriegs durch das III. Seebataillon besetzt (1400 Mann), das bei Kriegsbeginn um 3.400 Mann an Reservisten und Freiwilligen verstärkt wurde. Am 10. August 1914 stellte Japan ein Ultimatum, in dem die vollständige Übergabe des Gebietes verlangt wurde. Am 15. August wiederholte es seine Forderung. Der Gouverneur, Kapitän zur See Alfred Meyer-Waldeck, ließ das Ultimatum unbeantwortet und war fest entschlossen, das Pachtgebiet „bis zum Äußersten zu verteidigen“. Am 23. August erfolgte die Kriegserklärung Japans an Deutschland.
Am 27. August eröffneten japanische und britische Kriegsschiffe eine Blockade, und bereits am 2. September landeten die ersten Alliierten (4300 Mann) in China. Am 26. September begannen Sturmangriffe auf die deutschen Stellungen, die jedoch erfolgreich zurückgeschlagen werden konnten. Nach den erfolglosen Angriffen zogen die Alliierten einen Belagerungsring um die Festung, so dass das Pachtgebiet bis zum 28. September komplett eingeschlossen war. Seit Oktober wurden die alliierten Truppen ständig verstärkt bis auf schließlich über 60.000 Mann. Am 31. Oktober, nach einem neuntägigen Artillerie-Dauerbeschuss, begannen die Alliierten einen großangelegten Angriff auf die Festung, der wiederum abgewehrt werden konnte. Die zunächst erfolgreiche Verteidigung basierte zum Teil auf der erfolgreichen Luftaufklärung durch den Marineflieger Gunther Plüschow, der als Der Flieger von Tsingtau bekannt wurde.
Anfang November ging den eingeschlossenen deutschen Verteidigern die Munition aus, worauf man sich entschloss, sämtliche Artillerie und Kampfboote zu vernichten. Am 7. November 1914 erfolgte schließlich die Kapitulation und die Besetzung durch Japan.
Die deutschen Verteidiger wurden nach Japan in Kriegsgefangenschaft verbracht. Sie lebten dort in mehreren Lagern und wurden teilweise erst 1920 aus der Kriegsgefangenschaft entlassen. Die bekanntesten Lager waren Matsuyama und Bandō.
Die Befugnisse des deutschen Gouvernements in Kiautschou wurden nach der Kapitulation Kiautschous von der deutschen Regierung an die deutsche Gesandtschaft in Peking unter Paul von Hintze, der von 1915 bis zur chinesischen Kriegserklärung an Deutschland im August 1917 Gesandter in Peking war, übertragen.

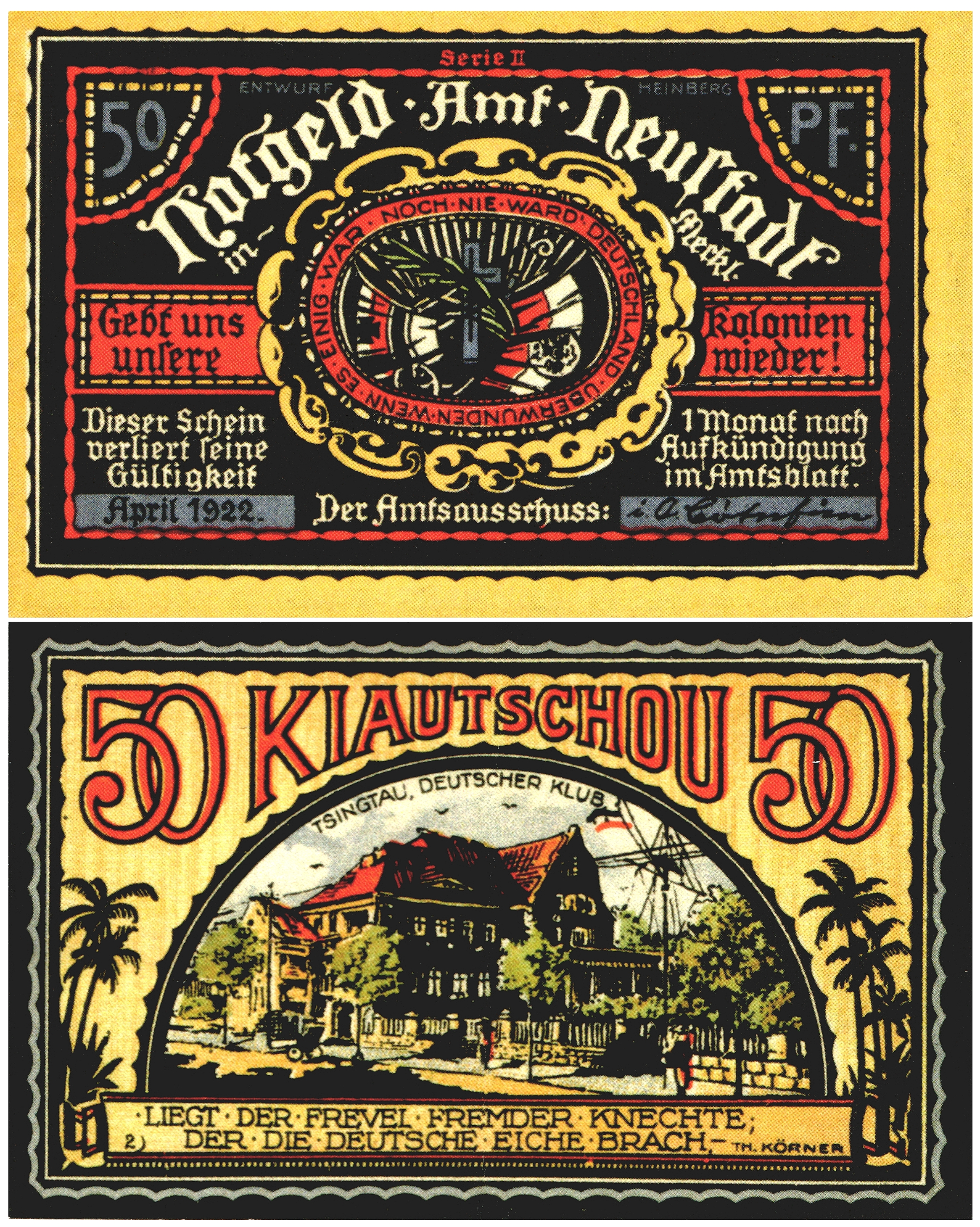
50 Pfennig Notgeldschein von 1922. Der Text beklagt den Verlust der Kolonie Kiautschou nach dem Friedensvertrag von Versailles.

### Nach dem Ersten Weltkrieg
Durch den Versailler Vertrag wurde bestimmt, dass Deutschland alle Kolonien und damit auch Kiautschou abzutreten hatte. Bis 1922 blieb das Gebiet unter japanischer Verwaltung, bevor es auf Drängen der USA an China zurückgegeben wurde. Die Bestimmungen des Versailler Vertrages hatten im Jahr 1919 heftige Studentenproteste in China zur Folge. Diese Proteste sind als Bewegung des 4. Mai bekannt und hatten weitreichende Folgen für die chinesische Kultur und Gesellschaft. 1923 verzichtete Deutschland gegenüber China endgültig auf das Pachtrecht.

## Wirtschaft
| Jahr††                                                                    | Einfuhr von Waren             | Einfuhr von Waren      | Ausfuhr    | Gesamt- handel |
| Jahr††                                                                    | nicht- chinesischen Ursprungs | chinesischen Ursprungs | Ausfuhr    | Gesamt- handel |
| ------------------------------------------------------------------------- | ----------------------------- | ---------------------- | ---------- | -------------- |
| 1899/1900                                                                 | 0945.000                      | 03.383.000             | 01.650.000 | 05.928.000     |
| 1900/01                                                                   | 01.803.000                    | 03.600.000             | 04.320.000 | 09.723.000     |
| 1901/02                                                                   | 04.217.000                    | 02.512.500             | 02.644.500 | 09.374.000     |
| 1902/03                                                                   | 08.320.069                    | 04.502.395             | 04.454.568 | 17.276.732     |
| 1903/04                                                                   | 11.985.041                    | 05.501.887             | 07.374.334 | 24.862.252     |
| 1904/05                                                                   | 16.339.478                    | 06.095.646             | 09.991.472 | 32.426.596     |
| 1905/06                                                                   | 22.269.057                    | 06.796.528             | 10.385.375 | 39.450.970     |
| 1906/07                                                                   | 27.239.943                    | 09.208.650             | 15.143.847 | 51.592.449     |
| 1907/08                                                                   | 21.449.510                    | 09.838.297             | 18.416.548 | 49.704.985     |
| 1908/09                                                                   | 25.463.680                    | 13.106.701             | 26.449.426 | 65.019.877     |
| 1909/10                                                                   | 25.800.000                    | 09.100.000             | 29.200.000 | 64.109.000     |
| 1910/11                                                                   | 28.700.000                    | 08.400.000             | 32.300.000 | 69.400.000     |
| 1911/12                                                                   | 30.903.000                    | 22.000.000             | 37.000.000 | 90.000.000     |
| † 1 Dollar (mexikanisch) = etwa 2 Mark †† jeweils beginnend am 1. Oktober |                               |                        |            |                |

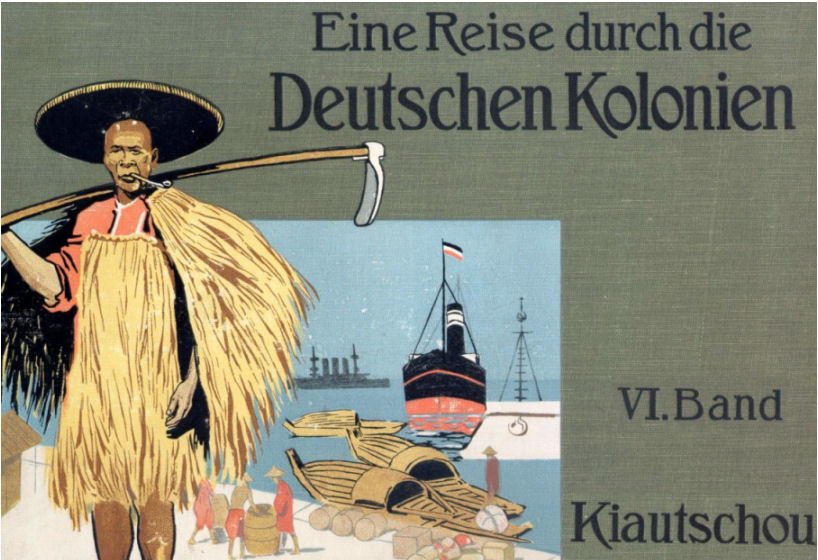
Eine Reise durch die Deutschen Kolonien – Kiautschou, hrsg. von Kolonie und Heimat (1912)

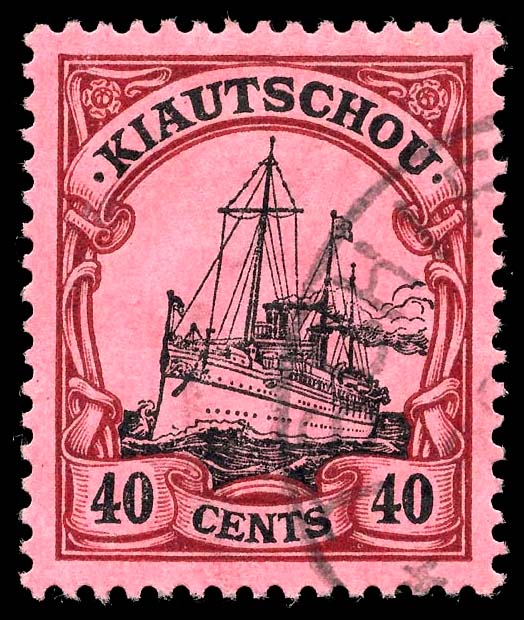
Briefmarke der Kolonie Kiautschou in chinesischen Cent (1905)

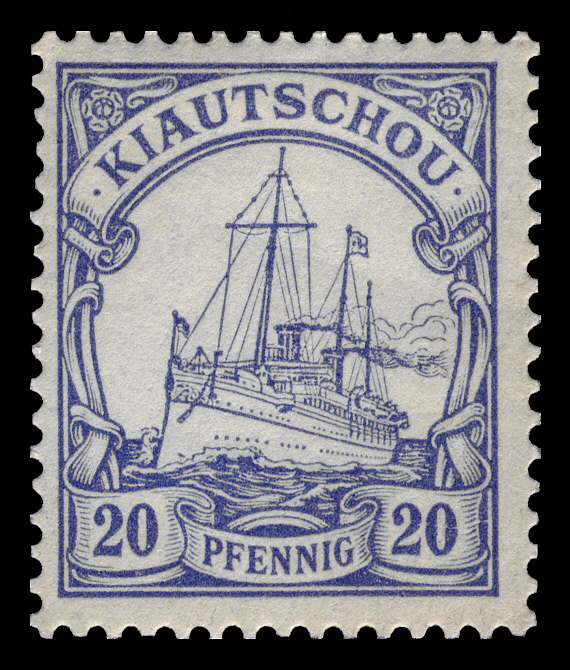
Briefmarke in Pfennig (Motiv: Kaiseryacht Hohenzollern)

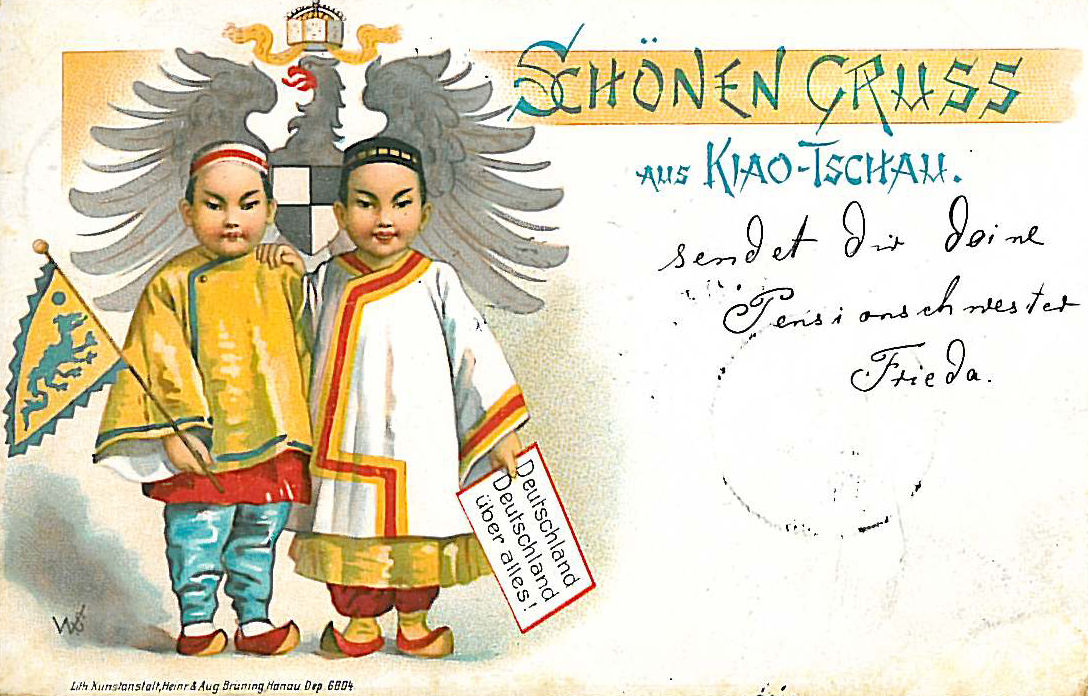
Postkarte (1900)

„Unsere ostasiatische Kolonie ist, wie wir gesehen haben, kein selbständiges Wirtschaftsgebiet. Das Land, das wir von den Chinesen gepachtet haben, hat in seiner Kleinheit an sich einen geringen Wert. Wertvoll ist es erst dadurch geworden, dass wir es durch unsere Verkehrsanlagen zum Ein- und Ausfuhrhafen des Hinterlands, der Provinz Schantung, gemacht haben. Tsingtau ist also – abgesehen von seiner Eigenschaft als Flottenstation – zunächst Handelsplatz, wird aber voraussichtlich mit der Zeit, wenn sich die Provinz Schantung mehr entwickelt hat, auch Industrieplatz werden. Dieser Entwicklung sucht man schon heute durch geeignete Massnahmen den Boden zu bereiten. In erster Linie dadurch, dass man das Pachtgebiet am 1. Januar 1906 an das chinesische Zollgebiet angegliedert hat. Früher fand die Verzollung der Einfuhrwaren erst an der Landesgrenze statt. Jetzt ist nur noch das engere Gebiet des Grossen Hafens Freihafenbezirk, und die Verzollung erfolgt schon am Hafen. Damit wird bezweckt, industriellen Unternehmungen in unserer Kolonie, welche die Rohstoffe des Hinterlandes verarbeiten und ihre Produkte auch dort wieder absetzen wollen, den Zoll zu ersparen.“

Kiautschou, der „Platz an der Sonne“, kostete das Deutsche Reich jährlich Millionensummen. Eine positive Handelsbilanz erreichte das Gebiet nie. Im Budget 1901 betrug der Zuschuss £ 537500, bei einem Haushaltsansatz von £ 552500.

### Währung
Außer dem im Deutschen Reich ausgegebenen Geld gab es seit 1907 Banknoten der Deutsch-Asiatischen Bank zu 1, 5, 10 und 20 Tael, deren Shantung-Version, neben Kupfer-Käsch allgemein umlief. Die Hypothekenbank durfte nur Immobilien in der konsularischen Konzession und dem eigentlichen Protektorat beleihen und hatte dafür eine 25%ige-Steuer zu entrichten.

### Zoll
Anfangs stand das gesamte Gebiet außerhalb der (ausländisch kontrollierten) chinesischen Zollverwaltung. 1906 schloss man ein Abkommen, wonach alle die Güter, die die kleine Freihandelszone verließen, nach chinesischem Tarif zu verzollen waren. Die deutschen Zöllner galten als Angestellte der chinesischen Zollverwaltung. Die Importe entwickelten sich von £ 4,1 Millionen (davon 1,04 Mio. aus China) bis zum Spitzenjahr 1912 auf £ 6,06 Millionen (1,62 Mio. aus China). Die wichtigsten Güter aus China waren Papier, Lebensmittel und Baumwollprodukte. Aus Deutschland kamen Maschinen, Zigaretten, Streichhölzer und Anilin-Farben. Zucker und Petroleum importierte man größtenteils aus Niederländisch-Indien. Japan schloss mit China bereits 1915 ein neues Wirtschaftsabkommen.

### Wirtschaftsbetriebe
Die chinesischen Kleinbetriebe waren im Rahmen der traditionellen Gilden organisiert, denen nur Ortsansässige beitreten durften. Sie betrieben hauptsächlich Korbflechtereien und handelten Obst und Lebensmittel für den regionalen Bedarf. Wie überall in China traten Kompradore als Mittelsmänner auf, die üblicherweise eine 1%ige Provision erhielten.
Die 1906 gegründete Deutsch-Chinesische Seiden-Industriegesellschaft (Kapital £ 100.000) konnte 1911 auf 130 Maschinen 200.000 Kokons einer speziellen Seide von Würmern, die auf Eichenlaub gefüttert wurden, verarbeiten. 1908 eröffnete eine Baumwollspinnerei im Vorort Chi-mo-hsien. Albumin produzierten Karl Elbers und Columbia. Eine Ziegelei betrieb H. Diederichsen & Co. Kleinere Betriebe stellten Seife und Sodawasser her. An Brauereien gab es Gomoll und die Germania, Ableger der Anglo-German Brewery Co. (Hong-Kong), aus der die große chinesische Brauerei Tsingtao hervorging.
Hauptgrund für die Erwerbung des Pachtgebiets waren die reichen Kohlevorkommen, die von der chinesischen Ching Hsing Coal Co. (gegr. 1880), der Schantung Bergbaugesellschaft und der Deutschen Gesellschaft für Bergbau und Industrie im Auslande (gegr. 1900 in Berlin) ausgebeutet wurden. Den Transport besorgte die Schantung-Bahn.

## Sonstiges
In Deutschland sind bzw. waren eine Reihe von Objekten oder Einrichtungen nach Kiautschou benannt:
- die historische Arbeitersiedlung Kiautschau in Worms
- In Esslingen am Neckar gibt es die „Marinekameradschaft Tsingtau“.
- In Cuxhaven ist das Gebäude der ehemaligen Kiautschou-Kaserne in der heutigen Gorch-Fock-Straße erhalten.[23]
- Straßen:
  - Im Berliner Ortsteil Wedding gibt es eine Kiautschoustraße.
  - In München-Trudering gibt es die Tsingtauer Straße.

## Film
- Dietmar Schulz: Tsingtau – Auf deutschen Spuren in China. Deutschland 2008. (Dokumentation)